# Baterias da Barra da Tijuca
As Baterias da Barra da Tijuca localizavam-se em posição dominante na barra da Tijuca e no alto da Boa Vista, a sudoeste da cidade e estado do Rio de Janeiro, no Brasil.

## História
De acordo com SOUZA (1885), existiram duas baterias na barra da Tijuca e no alto da Boa Vista, para defesa do acesso à cidade do Rio de Janeiro por aquele trecho. Nada mais restava das mesmas, à época (1885) (op. cit., p. 113).
Essas estruturas certamente remontam ao governo do Vice-rei D. Luís de Almeida Portugal (1769-1779), quando foram fortificados os desfiladeiros do Engenho Novo e da serra do Mateus, da serra dos Três Rios (defesas do sertão de Jacarepaguá), e as praias do litoral oceânico: na barra da Tijuca e nos lugares de Itapuã e do Pontal. Teriam sido desarmadas e desguarnecidas durante o Período Regencial, em 1831.
Pela barra da lagoa da Tijuca, esse espelho d'água se comunica com o Oceano Atlântico. Pelo alto da Boa Vista, no maciço da Tijuca, faz-se a comunicação entre os atuais bairros da Tijuca e da Barra da Tijuca, através da atual Estrada de Furnas.